# Sportowe ratownictwo wodne na Światowych Wojskowych Igrzyskach Sportowych 2019
Sportowe ratownictwo wodne na Światowych Wojskowych Igrzyskach Sportowych 2019 zostało rozegrane w dniach 20–22 października 2019 w które odbywały się w chińskim Wuhanie podczas igrzysk wojskowych. Zawody odbywały się na pływalni w Wuhan Five Rings Sports Center Natatorium. 
Najwięcej medali zdobyli reprezentanci Chin łącznie 17 (w tym 11 złote oraz 6 srebrne), Polska 6 medali (2, 2 i 2 brązowe) w 5 konkurencjach. Reprezentacja Polski liczyła 9 żołnierzy (4 kobiet i 5 mężczyzn).

## Harmonogram
Podczas igrzysk wojskowych w 2019 roku eliminacje odbywały się rano, a finały wieczorem.
| E | Eliminacje | F | Finał |

R = Sesja poranna; od 9:00 czasu lokalnego  (UTC+08:00) 
W = Sesja wieczorna; od 19:00 czasu lokalnego  (UTC+08:00)
| Data →                                       | 20 października | 20 października | 21 października | 21 października | 22 października | 22 października |
| Konkurencja ↓                                | R               | W               | R               | W               | R               | W               |
| -------------------------------------------- | --------------- | --------------- | --------------- | --------------- | --------------- | --------------- |
| Holowanie ratownika w płetwach na 100 m      |                 |                 |                 |                 | E               | F               |
| Pływanie z przeszkodami na 200 m             |                 |                 |                 |                 | E               | F               |
| Ratowanie manekina na 50 m                   | E               | F               |                 |                 |                 |                 |
| Ratowanie manekina w płetwach na 100 m       |                 |                 | E               | F               |                 |                 |
| Szybka pomoc na dystansie 100 m              |                 |                 | E               | F               |                 |                 |
| Super ratownik na 200 m                      | E               | F               |                 |                 |                 |                 |
| Holowanie manekina – sztafeta 4 x 25 m       |                 |                 | E               | F               |                 |                 |
| Sztafeta ratownicza 4 x 50 m stylem zmiennym |                 |                 |                 |                 | E               | F               |
| Sztafeta z przeszkodami 4 x 50 m             | E               | F               |                 |                 |                 |                 |

| Data →                                       | 20 października | 20 października | 21 października | 21 października | 22 października | 22 października |
| Konkurencja ↓                                | R               | W               | R               | W               | R               | W               |
| -------------------------------------------- | --------------- | --------------- | --------------- | --------------- | --------------- | --------------- |
| Holowanie ratownika w płetwach na 100 m      |                 |                 |                 |                 | E               | F               |
| Pływanie z przeszkodami na 200 m             |                 |                 |                 |                 | E               | F               |
| Ratowanie manekina na 50 m                   | E               | F               |                 |                 |                 |                 |
| Ratowanie manekina w płetwach na 100 m       |                 |                 | E               | F               |                 |                 |
| Szybka pomoc na dystansie 100 m              |                 |                 | E               | F               |                 |                 |
| Super ratownik na 200 m                      | E               | F               |                 |                 |                 |                 |
| Holowanie manekina – sztafeta 4 x 25 m       |                 |                 | E               | F               |                 |                 |
| Sztafeta ratownicza 4 x 50 m stylem zmiennym |                 |                 |                 |                 | E               | F               |
| Sztafeta z przeszkodami 4 x 50 m             | E               | F               |                 |                 |                 |                 |

## Uczestnicy
Do zawodów w sportowym ratownictwie wodnym zgłoszonych zostało 111 zawodników z 13 państw:

- Brazylia (12)
- Chiny (12)
- Hiszpania (10)
- Holandia (11)
- Iran (6)
- Kanada (10)
- Kolumbia (1)
- Niemcy (8)
- Polska (9)
- Rosja (10)
- Szwajcaria (6)
- Szwecja (10)
- Włochy (8)

## Medaliści

### Mężczyźni
| Konkurencja                                              | Złoto                                                                              | Srebro                                                                             | Brąz                                                                              |
| -------------------------------------------------------- | ---------------------------------------------------------------------------------- | ---------------------------------------------------------------------------------- | --------------------------------------------------------------------------------- |
| Holowanie ratownika w płetwach na 100 m (szczegóły)      | Paweł Karbanow                                                                     | Jan Malkowski                                                                      | Fabian Thorwesen Filipe Pereira                                                   |
| Pływanie z przeszkodami na 200 m (szczegóły)             | Ling Huanan                                                                        | Ling Huanan                                                                        | Egenii Kulikow                                                                    |
| Ratowanie manekina na 50 m (szczegóły)                   | Wojciech Kotowski                                                                  | Hubert Nakielski                                                                   | Guilherme Rosolen                                                                 |
| Ratowanie manekina w płetwach na 100 m (szczegóły)       | Jan Malkowski                                                                      | Paweł Karbanow                                                                     | Fabian Thorwesten                                                                 |
| Szybka pomoc na dystansie 100 m (szczegóły)              | Ling Huanan                                                                        | Adam Dubiel                                                                        | Nikolaj Skworcow                                                                  |
| Super ratownik na 200 m (szczegóły)                      | Niu Yujie                                                                          | Gianni Landi                                                                       | Adam Dubiel                                                                       |
| Holowanie manekina – sztafeta 4 x 25 m (szczegóły)       | Polska · Wojciech Kotowski · Adam Dubiel · Bartosz Stanielewicz · Hubert Nakielski | Chiny · Ling Huanan · Zhang Jia · Hou Yujie · Niu Yujie                            | Rosja · Nikolai Poturaev · Nikolai Skvortsov · Egenii Kulikow · Daniil Markow     |
| Sztafeta ratownicza 4 x 50 m stylem zmiennym (szczegóły) | Chiny · Zhang Jia · Li Zhuoheng · Hou Yujie · Niu Yujie                            | Rosja · Daniił Markow · Paweł Kabanow · Nikołaj Poturaev · Nikolaj Skworcow        | Brazylia · Guilherme Roth · Guilherme Rosolen · Claudemir Kirmes · Filipe Pereira |
| Sztafeta z przeszkodami 4 x 50 m (szczegóły)             | Chiny · Su Weijun · Zhang Jia · Ling Huanan · Hou Yujie                            | Brazylia · Guilherme Rosolen · Claudemir Kirmes · Gustavo Gimenes · Guilherme Roth | Polska · Wojciech Kotowski · Adam Dubiel · Hubert Nakielski · Cezary Kępa         |

### Kobiety
| Konkurencja                                              | Złoto                                                                            | Srebro                                                                                 | Brąz                                                                                         |
| -------------------------------------------------------- | -------------------------------------------------------------------------------- | -------------------------------------------------------------------------------------- | -------------------------------------------------------------------------------------------- |
| Holowanie ratownika w płetwach na 100 m (szczegóły)      | Maria Patlasowa                                                                  | Jule Elisabeth Strotkoetter                                                            | Vivian Zander                                                                                |
| Pływanie z przeszkodami na 200 m (szczegóły)             | Zhang Sishi                                                                      | Qiu Yuhan                                                                              | Carolina Athayde                                                                             |
| Ratowanie manekina na 50 m (szczegóły)                   | Wu Huimin                                                                        | Bao Xuevi                                                                              | Priscila de Souza                                                                            |
| Ratowanie manekina w płetwach na 100 m (szczegóły)       | Jule Elisabeth Strotkoetter                                                      | Maria Patlasowa                                                                        | Vivian Zander                                                                                |
| Szybka pomoc na dystansie 100 m (szczegóły)              | Wu Huimin                                                                        | Bao Xueyi                                                                              | Fernanda Andrade                                                                             |
| Super ratownik na 200 m (szczegóły)                      | Dai Xiaodie                                                                      | Maria Patlasowa                                                                        | Jessica Grote                                                                                |
| Holowanie manekina – sztafeta 4 x 25 m (szczegóły)       | Chiny · Hu Yifan · Wu Huimin · Dai Xiaodie · Bao Xueyi                           | Niemcy · Jule Elisabeth Strotkoetter · Vivian Zander · Celina Seidel · Jessica Grote   | Brazylia · Priscila de Souza · Thamy Ventorin · Thais Xavier · Fernanda Andrade              |
| Sztafeta ratownicza 4 x 50 m stylem zmiennym (szczegóły) | Brazylia · Priscila de Souza · Thais Xavier · Carolina Athayde · Isabel Fagundes | Chiny · Zhang Sishi · Dai Xiaodie · Qiu Yuhan · Hu Yifan                               | Rosja · Anastazja Liazewa · Walerja Baranowskaja · Daria Jermakowa · Jelizawieta Klementiewa |
| Sztafeta z przeszkodami 4 x 50 m (szczegóły)             | Chiny · Qiu Yuhan · Wu Huimin · Dai Xiaodie · Zhang Sishi                        | Rosja · Anastazja Liazewa · Daria Jermakowa · Maria Patlasowa · Elizawieta Klimentiewa | Brazylia · Thais Xavier · Priscila de Souza · Thamy Ventorin · Carolina Athayde              |

## Klasyfikacja medalowa
* Gospodarz zawodów został zaznaczony tym kolorem.
| Miejsce           | Państwo           | Złoto | Srebro | Brąz | Razem |
| 1                 | Chiny*            | 11    | 6      | 0    | 17    |
| 2                 | Rosja             | 2     | 5      | 4    | 11    |
| 3                 | Niemcy            | 2     | 3      | 5    | 10    |
| 4                 | Polska            | 2     | 2      | 2    | 6     |
| 5                 | Brazylia          | 1     | 1      | 8    | 10    |
| 6                 | Włochy            | 0     | 1      | 0    | 1     |
| Ogółem (6 państw) | Ogółem (6 państw) | 18    | 18     | 19   | 65    |

Źródło: